# Geophis immaculatus
Geophis immaculatus är en ormart som beskrevs av Downs 1967. Geophis immaculatus ingår i släktet Geophis och familjen snokar. Inga underarter finns listade i Catalogue of Life.
Arten förekommer i sydvästra Mexiko i delstaten Chiapas samt i nordvästra Guatemala. Den hittades i bergstrakter mellan 1000 och 1200 meter över havet. Geophis immaculatus lever i molnskogar och i andra fuktiga skogar. Den besöker ibland odlingsmark. Honor lägger ägg.
För beståndet är inga hot kända och hela populationen antas vara stabil. IUCN kategoriserar arten globalt som livskraftig.